# 凯茜·布朗
凯茜·布朗（英語：Kasey Brown，1985年8月1日—），澳大利亚女子壁球运动员。她曾代表澳大利亚参加2006年、2010年和2014年英联邦运动会壁球比赛，获得一枚金牌和三枚铜牌。